# XO-3 b
XO-3 b — екзопланета, виявлена 2007 року. Маса планети в 11,79 разів перевищує масу Юпітера, повний оборот навколо зорі робить за 3,2 доби. Радіус об'єкта в 1,217 разів більший, ніж радіус Юпітера, такий розмір пояснюється близьким розташуванням до зорі та інтенсивним нагріванням.

## Відкриття
Астрономи оголосили про відкриття 30 травня 2007 року на засіданні Американського астрономічного співтовариства в Гонолулу. Відкриття екзопланети стало результатом роботи групи вчених на проекті XO, створеного для пошуку позасонячних планет. Проект працює з телескопом XO, розташованим на вершині вулкана Халеакала в однойменному національному парку на Гаваях.